# Distretto di Sedrata
Il distretto di Sedrata è un distretto della provincia di Souk Ahras, in Algeria.

## Comuni
Il distretto comprende 3 comuni:
- Sedrata
- Khemissa
- Aïn Soltane